# Глібовка
Глі́бовка (каз. Глебов) — село у складі Денисовського району Костанайської області Казахстану. Адміністративний центр та єдиний населений пункт Глібовської сільської адміністрації.
Населення —  (2021; 712 у 2009, 1023 у 1999,  у 1989).